# Meinertulidae
Famille
Meinertula hamifera Trägårdh, 1950 est une espèce d'acariens. C'est la seule espèce de la famille Meinertulidae.